# Rainério de Monferrato
Rainério de Monferrato (em italiano:  Ranieri del Monferrato; em francês:  Renier; 1162–1183 (21 anos)) era o quinto filho de Guilherme V de Monferrato com Judite de Babemberga. Ele se tornou o genro do imperador bizantino Manuel I Comneno e césar em 1180, mas foi assassinado dois anos depois numa disputa pelo poder.

## Vida
Foi Manuel quem sugeriu o casamento de sua filha Maria Comnena com um filho de Guilherme V. Como Conrado e Bonifácio já eram casados e Frederico era padre, o único filho disponível era o mais jovem, Rainério, que tinha apenas dezessete anos. O cronista bizantino Nicetas Coniates descreveu-o como um rapaz loiro, bonito e imberbe.
Rainério chegou a Constantinopla no outono de 1179 e logo depois acompanhou Manuel numa campanha militar. Seu casamento com Maria, que já tinha 27 anos de idade, se realizou na Igreja de Santa Maria de Blaquerna, em fevereiro de 1180. A cerimônia foi celebrada com luxuosas festividades que incluíram jogos no Hipódromo de Constantinopla, descritos em detalhes pelo patriarca latino de Jerusalém Guilherme de Tiro, que estava presente. Rainério recebeu o título de césar, foi rebatizado de "João" e, de acordo com algumas fontes ocidentais, recebeu Salonica, presumivelmente como um território para sustentá-lo por toda vida (uma pronoia). Maria era a segunda na linha de sucessão bizantina e o trono lhe havia sido negado pelo nascimento de seu meio-irmão muito mais novo Aleixo. Por conta disto, Rainério viu-se envolvido na perpétua luta de poder pelo trono bizantino.
Com a morte de Manuel em setembro de 1180, o trono recaiu sobre o jovem Aleixo II, com sua mãe, a imperatriz-mãe Maria, atuando como regente. A imperatriz provocou escândalo logo em seguida ao tomar o protosebasto Aleixo Comneno como amante, o que, combinado com suas opiniões pró-latinas, deu origem a um complô para acabar com a regência (ou, como descrevem alguns, derrubar o imperador) e dar o poder para Maria e Rainério. O plano foi descoberto e diversos conspiradores foram presos. O casal se refugiou na então basílica de Santa Sofia com 150 aliados e um combate, depois chamado de "guerra santa", foi travado em solo sagrado. No final, aos conspiradores foi oferecida uma anistia e a luta acabou.
Tanto o imperador quanto os conspiradores logo foram vítimas de outro usurpador, porém, pois o primo e rival de Manuel, Andrônico Comneno retornou do exílio, aparentemente encorajado por Maria, e, mais importante, à frente de um exército. O golpe de Andrônico foi marcado pelo massacre da população latina da cidade. Maria morreu logo depois, envenenada; ela era, sem dúvida, um potencial foco de oposição ao usurpador. Rainério parece ter tido o mesmo destino, embora sua morte tenha sido relatada por muito poucas fontes.
Aleixo II foi forçado a reconhecer Andrônico como seu coimperador e foi depois assassinado. O massacre dos latinos não foi esquecido e, vinte anos depois, os líderes da Quarta Cruzada o utilizaram como pretexto para desviar sua expedição para Constantinopla. Fontes posteriores sugerem que o irmão mais velho de Rainério, o marquês Bonifácio baseou sua reivindicação sobre o Reino de Salonica no título de seu falecido irmão.